# John Wayne Gacy
John Wayne Gacy, Jr. (17. marts 1942 i Chicago, Illinois – 10. maj 1994 i Crest Hill, Illinois) var en amerikansk seriemorder.
Han blev dømt og henrettet for voldtægt og mord på 33 drenge og unge mænd mellem 1972 og 1978. 29 af dem havde han begravet under gulvet i sit hus, mens andre blev fundet i nærliggende floder. Han blev berygtet som "Klovnemorderen", fordi han tidligere havde et bijob som klovn under navnet "Klovnen Pogo".

## Barndommen og tidlige liv
John Wayne Gacy, Jr. blev født i Chicago i Illinois som 3. barn af maskinist John Stanley Gacy, Sr (20. juni 1900 – 25. december 1969) og Marion Elaine Robinson (4. maj 1908 – 14. december 1989).
Han var af polsk og dansk oprindelse. Han havde et uroligt forhold til sin far, som var alkoholiker. Faren var ofte voldelig og kaldte gentagne gange John for en "tøsedreng". Han var tæt på sine søskende og sin mor, som kærligt kaldte ham "Johnny".
Da Gacy var 11 år, kom han ud for et uheld, som betød, at der blev dannet en række blodpropper i hjernen, der gik ubemærket hen, indtil han var 16 år. Han fik ordineret medicin til at opløse blodpropperne.
Efter Gacy havde gået på fire forskellige High Schools, forlod han sin familie og drog vestpå. Efter han var løbet tør for penge i Las Vegas iNevada, arbejdede han længe nok til at tjene penge til at rejse hjem til Chicago. Han tilmeldte sig Northwestern Business College og tog sin sidste eksamen derfra. Senere fik han et job som forvaltnings-praktikant hos skofabrikanten Nunn-Bush Shoe Company i 1964. Gacy blev senere overført til en afdeling i Springfield, Illinois. Her mødte han sin kommende partner Marlynn Myers, og de blev gift i september 1964. Han blev aktiv i de lokale Springfield-organisationer og sluttede sig til Jaycees, hvor han steg i grader til næstformand.
Marlynns forældre, der havde købt en del af KFC-franchisen, tilbød Gacy et job som leder af en KFC-restaurant i Waterloo i Iowa, og Gacy flyttede fra Springfield.
Gacy havde i Waterloo to børn; en søn og en datter. Han arbejdede hårdt på KFC, men var stadig aktiv i Jaycees. Rygter om Gacys homoseksualitet begyndte at sprede sig, men det stoppede ham ikke i at blive næstformand af Waterloo Jaycees i 1967. Der var dog en side af Jaycee-livet i Waterloo, der involverede prostitution, pornografi og narkotika, hvor Gacy var dybt involveret. Samtidig åbnede Gacy en "klub" i sin kælder for de unge drenge i Waterloo, hvor han gav dem lov til at drikke alkohol, og hvor han gjorde seksuelle tilnærmelse til dem.

## På kant med loven
Gacys middelklasse-idyl i Waterloo sluttede i marts 1968, da to drenge på 15 og 16 anklagede ham for seksuel vold imod dem. Gacy erklærede sin uskyld, men i august samme år stod han igen anklaget for en tilsvarende hændelse. Inden året var omme, blev han dømt for sodomi og blev straffet med 10 års fængsel, hvoraf han dog kun afsonede 18 måneder i Iowa Statsfængsel.
Gacys fængsling blev hurtigt fulgt af hans kones begæring om skilsmisse, som blev bevilget i 1969. Han så aldrig sine børn igen. Under Gacys fængselsophold døde hans far af skrumpelever juledag 1969. Efter Gacy blev løsladt, flyttede han tilbage til Illinois for at bo hos sin mor.
Gacy fik et job som kok på en restaurant i Chicago. I 1971 købte de et hus på 8213 West Summerdale Avenue, som var omgivet af den nordvestlige side af Chicago-kvarteret Norwood Park. Huset havde et meterdybt gennemgående rum under gulvet.
Den 12. februar 1971 blev Gacy anklaget for ukontrolleret adfærd imod en teenage-dreng, der hævdede, at Gacy havde samlet ham op og forsøgt at tvinge ham til sex. Klagen blev opgivet, da drengen ikke mødte op i retten. Prøveløsladelses-udvalget fik intet af dette at vide. Den 22. juni 1972 blev Gacy arresteret igen og sigtet for tilnærmelser imod en ung mand, som sagde, at Gacy lokkede ham ind i hans bil og tvang ham til sex. Igen blevet tiltalen frafaldet.
I juni 1972 blev Gacy gift med Carole Hoff, en bekendt fra teenageårene. Hoff og hendes to døtre flyttede ind på Summerdale Avenue. I 1975 startede Gacy sin egen virksomhed, PDM Contractors, en entreprenørvirksomhed. Samtidigt begyndte hans ægteskab at forværres. Gacys og Carole blev skilt i marts 1976.
I juli 1975 forsvandt en af Gacys medarbejdere John Butkovich. Butkovichs forældre opfordrede politiet til at kontrollere Gacy, men intet kom ud af det, og den unge mands forsvinden forblev uopklaret.
Efter Gacys 2. skilsmisse begyndte drabene for alvor. I december 1976 forsvandt Gregory Godzik; en af Gacys medarbejdere. Godziks forældre bad politiet om at undersøge Gacy, der var en af de sidste, som Godzik talte med, før han forsvandt.
I januar 1977 forsvandt John Szyc; en bekendt af Butkovich, Godzik og Gacy.

## Gacy tilståelse og fængsling
Ikke alle Gacys ofre døde. I december 1977 klagede en 19-årig mand over, at Gacy havde kidnappet ham og tvunget ham til sex. Endnu engang gjorde politiet i Chicago ingenting.
I marts 1978 lokkede Gacy drengen Jeffrey Rignall ind i sin bil. Gacy bedøvede den unge mand og tog ham til huset i Summerdale, hvor han voldtog og torturerede ham, og dumpede ham – stadig i live – i Lincoln Park. Rignall kunne huske, at hans overfaldsmand kørte en sort Oldsmobile, og at de var forbi motorvejen. Politiet udstedte en arrestordre på Gacy, som de anholdt den 15. juli.
Robert Piest på 15 forsvandt den 11. december 1978 fra Des Plaines apotek, hvor han arbejdede efter skoletid. Lige før han forsvandt fortalte Piest en medarbejder, at han skulle til et hus nede ad gaden for at snakke med "nogle entreprenører" om et job. Gacy havde været på apoteket for at drøfte en renovering med ejeren af apoteket. Gacy nægtede at han havde talt med Piest. Politiet i Des Plaines kontrollerede Gacys straffeattest og opdagede hans tidligere dom for sodomi. Under en ransagning af Gacys hus den 13. december dukkede der nogle mistænkelige ting op som en studentereksamens klasse-ring fra 1975, forskellige kørekort, der tilhørte andre, et par håndjern, en sprøjte, noget tøj, der var alt for småt til Gacy, og nogle kvitteringer fra apoteket, hvor Piest arbejdede. Detektiver bemærkede også en mærkelig lugt under bygningen.
Den 21. december 1978 fik politiet en ny dommerkendelse og tog tilbage til huset i Summerdale, hvor de fandt menneskeknogler under huset. Gacy tilstod 25-30 mord. De fleste af hans ofre blev fundet i det hemmelige rum under huset, men da det langsomt blev fyldt, skilte Gacy sig af med sine sidste ofre ved at kastet dem i floden ved Des Plaines.
Gacy fortalte politiet, at han ville hente mandlige teenagere, der var løbet hjemmefra, eller mandlige prostituerede fra gaden, og tage dem med til sit hus ved enten at love dem penge for sex eller tvinge dem. Når de kom tilbage til huset, ville han binde dem. Gacy ville oftest putte noget i munden på dem for at dæmpe deres skrig. Så ville han kvæle dem med et reb eller seksuelt misbruge dem.
Efter fire måneder dukkede flere og flere menneskerester op under huset. 29 lig blev fundet i Gacys hemmelige rum eller på hans ejendom mellem december 1978 og marts 1979. De yngste identificerede ofre var Samuel Stapleton og Michael Marino, begge 14 år gamle, de ældste var Russell Nelson og James Mazzara, begge 21 år gamle. Otte af ofrene var i så dårlig stand, at man aldrig kunne identificere dem. Robert Piest lig blev opdaget på bredden af Des Plaines River d. 9 april samme år.

## Retssagen imod Gacy
Den 6. februar 1980 begyndte retssagen imod Gacy i Chicago. Under den erklærede han sig ikke-skyldig på grund af sindssyge, men det blev afvist. Gacys advokat, Sam Amirante, påstod at Gacy var midlertidigt sindssyg på alle gerningstidspunkter, og at han genvandt sin fornuft før og efter morderne. Gacy blev kendt skyldig den 13. marts og blev dømt til døden.

## Henrettelsen af Gacy
Den 10. maj 1994 blev Gacy henrettet i Stateville Correctional Center i Crest Hill i Illinois ved en indsprøjtning. Hans sidste måltid bestod af et dusin friturestegte rejer, en spand kyllinger fra KFC, et pund friske jordbær og pommes frites. Hans henrettelse var en mindre mediesensation, og store skarer af mennesker var samlet uden for fængslet for at afvente henrettelsen.
Ifølge rapporter gav Gacy ikke udtryk for anger. Hans sidste ord til sin advokat i sin celle var, at ved at dræbe ham ville de ikke bringe nogen af hans ofre tilbage. Det blev desuden rapporteret, at hans sidste ord var "Kys min røv," som han sagde til en fængselsbetjent, mens han blev ført ind i kammeret til sin henrettelse.
Før henrettelsen begyndte, var der nogle tekniske problemer, idet det rør, som skulle føre det dødelige kemikalier ind i Gacys arm, var tilstoppet. Vinduet til selve henrettelseskammeret blev dækket til, og efter at man havde erstattet det tilstoppede rør med et nyt, kunne man forsætte ti minutter senere. Det tog i alt 18 minutter at udføre henrettelsen af John Wayne Gacy, Jr. Det siges også, at fejlen i første omgang skyldtes manglende erfaring fra en fængsels-embedsmand, og at det førte til en ændring af den metode, man bruger ved henrettelser i Illinois.

## Undersøgelser af Gacys hjerne
Efter henrettelsen blev Gacys hjerne fjernet og er nu i dr. Helen Morrisons besiddelse. Hun interviewede også Gacy mens han sad i fængsel som en del af et projekt, hvor hun ville finde ud af om seriemordere havde nogle specielle isolerede fælles personlighedstræk, der kunne forklare deres voldelige gerninger. Efter en undersøgelse af Gacys hjerne af retsmedicinsk psykiater kunne Gacys advokat dog afsløre, at der ikke var fundet nogle abnormiteter i den i forbindelse.

## Yderligere læsning
- Cahill, Tim. Buried Dreams: Inside the Mind of a Serial Killer. Bantam Books 1986.
- Kozenczak, Joseph R. & Karen Henrikson. The Chicago Killer. Xlibris Corporation 3 November 2003. ISBN 1-4010-9532-1.